# ادا الن بیلی
ادا الن بیلی (انگلیسی: Ada Ellen Bayly; ۲۵ مارس ۱۸۵۷ – ۸ فوریهٔ ۱۹۰۳) یک رمان‌نویس اهل بریتانیا بود.